# Лассаль, Фердинанд
Фердинанд Ласса́ль (нем. Lassalle; 11 апреля 1825 года, Бреслау — 31 августа 1864 года, Женева) — немецкий философ, юрист, экономист, агитатор и политический деятель, родоначальник немецкой социал-демократии.

## Биография
Родился в переселившейся из Восточной Европы в Германию еврейской семье богатого торговца шёлком. Маркс в письме к Энгельсу называет его по происхождению «еврейским негром»: «Форма его головы и курчавые волосы доказывают, что он происходит от негров, которые присоединились к Моисею в Египте». Судя по сохранившемуся юношескому дневнику, в 15-16 лет он был уже чрезвычайно развитым юношей, однако весьма падким до разного рода удовольствий.
В 1843—1846 годах, вопреки желанию отца, готовившего сына к коммерческой деятельности, изучал философию, историю и классическую филологию в университетах Бреслау и Берлина, где увлёкся философией Гегеля и радикально-демократическими, а затем и социалистическими идеями. Зимой 1845/46 года отправился в Париж, где намеревался написать работу о Гераклите. В Париже сблизился с Гейне, по достоинству оценившим его мощную личность. Знакомство с ним способствовало сближению Лассаля с рядом представителей интеллектуальной элиты Парижа и Берлина.
Вернувшись в 1846 году в Германию, Лассаль познакомился с графиней Софией фон Гацфельдт и начал вести её бракоразводное дело. Необдуманный поступок друзей Лассаля, похитивших шкатулку любовницы графа Гацфельдта, привёл Лассаля на скамью подсудимых по обвинению в подстрекательстве к краже. Лассаль произнёс блестящую речь и был оправдан.
В 1848 году он является уже довольно видным деятелем радикальной демократической партии в Прирейнской Пруссии. Сотрудник радикальной «Новой Рейнской газеты», редакторами которой были Маркс и Энгельс, он заявляет себя последователем их идей. Преданный суду по обвинению в государственной измене, но оправданный присяжными, он был привлечён к суду исправительной полиции и присуждён к тюремному заключению.
В 1858 году издает свой труд о Гераклите «Философия Гераклита Тёмного из Эфеса» (Die Philosophie Herakleitos des Dunkeln v. Ephesos), за которым следует ряд небольших литературных работ, среди которых трагедия «Франц фон-Зикинген» (1859), и крупное юридическое сочинение «Система приобретённых прав» (System der erworbenen Rechte, 1861; 2-е изд. 1880).
В 1862 году прогрессистское большинство парламента Пруссии хоть и поддержало предложенное правительством усиление армии, но отказалось принимать резкое повышение военных расходов. Этот парламентский «конфликт» закончился тем, что прусский король заменил либеральное правительство на консервативное во главе с Бисмарком. Лассаль тоже не разделял такую нелогичную позицию прусских прогрессистов, а это так или иначе сближало его с Бисмарком и неумолимо отдаляло от прусских прогрессистов.
В том же 1862 году Лассаль выступает перед берлинскими рабочими со знаменитой речью «Об особенной связи современного исторического периода с идеей рабочего сословия». По предложению комитета для созыва всеобщего германского конгресса рабочих он пишет «открытое письмо», резюмирующее его социально-политическую программу. Комитет принял эту программу, и в мае 1863 года, согласно с нею, был основан Всеобщий германский рабочий союз, заложивший основы СДПГ. Лассаль был избран его президентом. Социально-политическая агитация Лассаля навлекла на него целый ряд судебных процессов.
После основания «Всеобщего германского рабочего союза», получившего по настоянию Лассаля централистическую организацию, Лассаль, став главой партии, окончательно разошелся с прусскими прогрессистами и стал открыто выступать против их идей.

### Лассаль и Бисмарк
Борьба с прусскими прогрессистами привела Лассаля к установлению специфических отношений с прусским правительством, которое, в лице Бисмарка, не прочь было эксплуатировать в своих интересах борьбу между либерализмом и социал-демократией. Факт знакомства Бисмарка и Лассаля вполне достоверен. Их взаимодействие главным образом касалось вопроса введения системы всеобщей подачи голосов. Отсюда и слова Лассаля, оказавшиеся пророческими, в его берлинской защитительной речи по обвинению в государственной измене: "Бисмарк сыграет роль Роберта Пиля и введёт всеобщую подачу голосов!"

### Роковая любовь
1864 году, находясь в Швейцарии, Лассаль влюбился в 19-летнюю Елену фон Дённигес, дочь баварского дипломата, посла барона фон Дённигеса, и сделал ей предложение. Сохранились его многочисленные письма, где Лассаль страстно описывает свои чувства к Елене фон Дённигес. Ради этого брака он готов был на любые жертвы, вплоть до перехода в католичество. Узнав о революционных взглядах и еврейском происхождении Лассаля, отец не дал согласия на брак — он предпочёл выдать дочь за Янко Раковица, валашского дворянина, друга детства Елены.
Лассаль вызвал отца Елены на дуэль письмом, с содержанием которого познакомил и своего соперника, Янко Раковица. Фон Дённигес вызова не принял, предоставив драться с Лассалем своему будущему зятю. Лассаль был сначала вне себя от этого отказа, но в конце концов согласился стреляться со своим «заместителем», как он язвительно называл Янко. Тщедушный Янко, приняв вызов, стал усердно упражняться в стрельбе. 28 августа 1864 года состоялась дуэль. Лассаль был смертельно ранен в живот и через три дня умер в страшных страданиях, находясь на лечении в Женеве. Лассаль был похоронен на старом еврейском кладбище в Бреслау. Елену общество обвинило в косвенной причастности к смерти Лассаля, а Янко предстал перед судом. Тем не менее, возлюбленная Лассаля, не смея противиться отцу, через пять месяцев вышла замуж за Янко. Но брак был очень коротким, через полгода после женитьбы Янко Раковица умер. Причина его смерти так и не отразилась в истории, о нём известно только, что он был аристократом и смертельно ранил Лассаля, получается, только ради полугода супружества на самом исходе своей жизни. Елена фон Деннигес благополучно дожила до старости, эмигрировав в Америку. Стыдясь своего отступления, она будет позже утверждать, что хоть и знала о предстоящей дуэли, но была уверена в победе Лассаля над Янко.
Франциска Кугельман, дочь друга Маркса Людвига Кугельмана, в воспоминаниях, написаных в 1928 году по просьбе Института марксизма-ленинизма при ЦК ВКП(б), писала о смерти Лассаля со слов Карла Маркса: «Во всей этой истории он хотел, по мнению Маркса, разыграть аристократа, но при этом доказал, что он избрал совершенно негодный способ дурного подражания аристократам. Если бы он серьёзно относился к своей миссии, он не поставил бы на карту жизнь ради такого фарса».

## Ораторское искусство
Лассаль принадлежит к числу самых блестящих ораторов XIX века: он говорил ясно, замечательно умел подчеркнуть суть развиваемых им соображений, отличался изумительной находчивостью и остроумием. Главная сила Лассаля как оратора была в нравственном пафосе, пронизывавшем его речи. В агитации Лассаля не было ничего демагогического: он всегда апеллировал лишь к нравственному чувству и разуму своих слушателей. Его язык был сильным и метким; образы и сравнения, к которым он прибегал, ярко иллюстрировали его мысль.
Барон Николай Врангель, познакомившийся с Лассалем в 1864 году в доме Хелены фон Дённигес, так отзывался о нём:

У Лассаля был драгоценный дар пленять совершенно незнакомых людей при первом же с ними знакомстве; он ослеплял собеседника своим блестящим умом и редкой энергией, но скромность и настоящая образованность в число его достоинств зачислены быть не могли. Несмотря на его смелость и дерзость, искренности его политических убеждений я не доверял. Меня не покидало ощущение, что он прежде всего являлся честолюбцем, своего рода авантюристом в поисках добычи, что его действия были не результатом глубоких убеждений, а орудием, способом добиться власти и славы. <…> В нашем присутствии он играл роль джентльмена, окруженный рабочими — роль пролетария.— Н. Е. Врангель. Воспоминания: от крепостного права до большевиков.

## Сочинения
В истории немецкой изящной литературы Лассаль занял прочное место как автор трагедии «Франц фон Зиккинген». Лассаль хотел пойти дальше Шиллера, положив в основу исторической трагедии не личные судьбы героев, а культурно-исторические процессы и идеи. Трагическая идея «Франца фон-Зикингена», по толкованию самого Лассаля, такова: Зикинген гибнет и его предприятие рушится, потому что вместо открытого заявления своих принципов, он маскировал их, а «революционные цели не могут достигаться дипломатическими средствами».
В 1861 году написал замечательный этюд о Лессинге.
В качестве критика Лассаль выступил с едким памфлетом против Юлиана Шмидта, автора «Истории немецкой литературы» (Herr Julian Schmidt der Literarhistoriker, 1862). Памфлет написан в виде замечаний наборщика и его жены (замечания жены наборщика принадлежат Лотару Бухеру) на отдельные места из сочинения Шмидта.

### Философия права
«Система приобретённых прав» — самое оригинальное и цельное произведение Лассаля. Первая часть его посвящена вопросу об обратном действии законов, вторая — характеристике римского и германского наследственного права в их историческом развитии. Согласно Лассалю, развитие права есть развитие идей, «диалектика понятий». Наше время стремится выработать себе новое социально-политическое мировоззрение; задача «Системы приобретенных прав» — раскрыть основную его идею. Только плоский буржуазный либерализм отделяет в гражданском праве социальный элемент от политического, тогда как оба эти элемента составляют одно неразрывное целое (основная мысль Лассаля: «в соединении политики и экономии — моя главная сила», писал он Родбертусу).
Приобретенное право есть право, в создании которого участвовала индивидуальная воля. Отсюда вытекает:
- 1) что закон не должен иметь обратного действия, если личность подпадает под этот закон при посредстве актов своей воли (Ф. А. Ланге указал, что этот принцип выражен довольно ясно уже у Фихте), и
- 2) что обратное действие закона возможно, если личность подпадает под него без посредства такого добровольного акта.

Своими действиями личность может обеспечивать себе права лишь тогда и постольку, когда и поскольку это дозволяется существующими законами, то есть согласуется с общенародным правосознанием. Это — высший принцип права: всякое отдельное право (право в субъективном смысле, по общепринятой терминологии) изменяется вместе с изменением той правовой субстанции (права в объективном смысле), из которой оно возникло и с которой связано. Не признавать этого принципа, значило бы требовать самодержавия личности.
В полемике с философом-юристом Ф. И. Шталем Лассаль развивает из своего основного принципа учение об экспроприации, которое Адольф Вагнер положил в основу своей «экономической теории» экспроприации. Допускать вознаграждение за отмененное право, значит признавать за отдельными личностями и классами «право облагать народный дух податью за его дальнейшее развитие». Однако, если новый закон отменяет не самое право, а лишь определённую форму его удовлетворения, превращая, например, вещное право в обязательственное, то это изменение может принять на практике форму вознаграждения или выкупа.
Уже Ф. А. Ланге в своё время (при жизни Лассаля) заметил, что «теория приобретенных прав Лассаля заключает в себе все моменты, из которых может развиться практика отнятых прав». Сам Лассаль в письме к своему издателю и другу либералу Дункеру прямо говорит, что он в «Системе» «стремился соорудить твердыню научной юридической системы социализма». «Это сооружение», прибавляет он самоуверенно, «мне великолепно удалось, и вылито оно из чистой стали». В своей исторической характеристике римского и германского наследственного права, на которой, именно в силу исторического содержания темы, особенно резко отразились слабые стороны идеалистической «диалектики понятия», Лассаль стремится показать, что римское наследственное право, со своим основным элементом — наследованием по завещанию — покоится на бессмертии индивидуальной воли, и наоборот, в германском праве основной элемент — наследование без завещания, имеющее сперва семейный, позже — государственный характер.
Конечный вывод Лассаля — отрицание для современности завещательного права и сведение современного германского наследования по закону к «общественному регулированию наследства». Уверенность Лассаля, что его «Система приобретенных прав» завоюет себе широкую популярность и окажет влияние на юридическую практику и законодательство, не оправдалась.

## Политические взгляды
По своим политическим взглядам Лассаль был республиканцем, сторонником пангерманизма и противником федеративного начала. Считал, что все немецкие земли должны объединиться (не исключая и австрийских) в одну единую республику — Grossdeutschland moins les dynasties. Однако в брошюре Der italienische Krieg u. die Aufgabe Preussens (1859) Лассаль предвидит печальные последствия франко-германского столкновения для европейского прогресса и высказывается против присоединения Эльзаса и Лотарингии к Германии.
Социальная философия и экономические взгляды Лассаля менее оригинальны, чем его юридическое обоснование социальной реформы. В своём Arbeiterprogramm (1862) он намечает, согласно с Марксом, процесс смены средневекового феодального строя буржуазно-капиталистическим — процесс, в основе которого лежат коренные преобразования в сфере производства и обмена. В то же время верный гегелевскому учению о государстве, Лассаль выставляет рабочий класс носителем чистой идеи государства как нравственного единства индивидуумов, воспитывающего человечество для свободы. История для Лассаля — не что иное, как «совершающийся с внутренней необходимостью непрерывный процесс развития разума и свободы» (Die Wissenschaft u. die Arbeiter, 1862).
Социальная философия Лассаля имеет большое сходство с социальной философией Лоренца Штейна, автора концепции социального государства, бесспорно оказавшей влияние на развитие Лассалевских идей. Как экономист, Лассаль популяризовал, главным образом, взгляды Рикардо, Маркса и Родбертуса (с обоими последними он находился в переписке); но он и сам обладал широкой эрудицией, блестящий пример которой — речь: «Косвенные налоги и положение рабочего класса» (1863). Самый замечательный экономический труд Лассаля — полемическое произведение против Шульце-Делича (Herr Bastiat-Schultze von Delitzsch oder Kapital u. Arbeit, 1864). Здесь дана, среди прочего, яркая и весьма ценная характеристика исторического развития хозяйства и превосходно выяснен исторический характер основных экономических категорий. Главное значение Лассаля в социально-экономической области заключается в его практической деятельности. Он сильно продвинул вперед немецкое рабочее движение, положив начало организации рабочих в самостоятельную политическую партию и дав им ясную программу. Таким образом, он явился основателем новейшей немецкой социал-демократии.

### Государственный социализм
Социально-политическая деятельность Лассаля оказала также огромное влияние на академическую науку и общественное мнение; германский катедер-социализм, в значительной мере разделявший с Лассалем «культ государства», был отзвуком Лассалевской полемики против фритредерства.
По мнению Лассаля, в условиях, когда ремесло все более и более вытесняется крупным производством, единственное средство поднять рабочих, как производителей — это сделать их собственными предпринимателями и уничтожить различие между предпринимательской прибылью и заработной платой, заменив последнюю действительным продуктом труда рабочего (Arbeitsertrag). Для этой цели необходимо учреждение свободных производительных ассоциаций рабочих, с государственным кредитом и под контролем государства. Только таким путём возможно будет освободить рабочих от гнета железного закона заработной платы, который Лассаль понимал в смысле Рикардо и Мальтуса, хотя и отрицал общее учение Мальтуса о населении.
Чтобы добиться содействия государства, рабочий класс должен основным требованием своей политической программы поставить всеобщее избирательное право. В устройстве производительных ассоциаций с государственным кредитом, идея которых заимствована им у Луи Блана и Прудона, Лассаль видел не окончательное решение социального вопроса, а наилучшее средство для постепенной органической социализации общества.

### Лассаль и Маркс
Он был одним из тех людей, которых я очень ценил. — Карл Маркс
Возражая против программы Лассаля, последователи Маркса указывают на то, что производительные ассоциации, при существовании свободной конкуренции и вообще капиталистического строя, неизбежно обречены на капиталистическое вырождение. То же возражение делает и Родбертус, придавая ему юридическую формулировку: осуществление плана Лассаля «поведёт к самому резкому развитию корпоративной (а не коллективной) собственности на орудия производства, которая изменит только личный состав имущих и будет в тысячу раз более ненавистной, чем современная индивидуальная собственность». Однако основные социально-политические положения и требования Лассалевской агитации составляли интегральную часть программы германской социал-демократической партии. Только на эрфуртском конгрессе (1891), восторжествовала доктрина Маркса.

## Память о Лассале

### В СССР
После Октябрьской революции советская власть начала активно увековечивать имя Лассаля наряду с прочими деятелями, «внёсшими свой вклад в победу революции».
В 1918 году имя Лассаля было выбито на Романовском обелиске, установленном в 1914 году у входа в Верхний сад в честь 300-летия дома Романовых, и после переделки ставшим первым монументальным памятником Советской России. Вместо сбитых имён царей и императоров из дома Романовых на плитах обелиска согласно списку, составленному В. М. Фриче, были выдолблены имена «19 выдающихся мыслителей и деятелей борьбы за освобождение трудящихся»; имя Лассаля находилось между именами Либкнехта и Бебеля. В 2014 году обелиск подвергся реконструкции ради «возвращения исторического облика», при этом, по мнению специалистов, оригинальный памятник начала XX века, хранивший следы двух эпох, был практически утрачен.
Также в честь Лассаля были переименованы улицы различных городов СССР. Большинство были вновь переименованы незадолго до начала Великой Отечественной войны или вскоре после её окончания:
- Михайловская улица и площадь Искусств в центре Петрограда / Ленинграда — с 1918 по 1940 год. улица Лассаля в Вологде — с 1918 по 1948 год. (Упоминание сохранилось в фильме С.Никоненко «Целуются зори»)
- Дерибасовская улица в центре Одессы — с 30 апреля 1920 по 1938 год.
- Шеферская улица в Лигове под Ленинградом — с 1920-х годов по 1964 год.
- Улица в Новгороде (ныне улица Михайлова) — с 1919 года по 1946 год.
- Дворцовая улица в Ульяновске (ныне улица Карла Маркса) — с 1918 года по 1940 год.
- Спасо-Лютеранская улица в Иркутске (ныне улица Сурикова) — с 1920 года по 1948 год.
- Малая Успенская улица в Уфе (ныне улица Энгельса)[12]
- Одна из улиц Таганрога (ныне улица Пирогова).
- Одна из улиц Запорожья
- В Павлодаре была улица Лассаля, а в 1953 её переименовали в Короленко.

Сохранили своё название до наших дней улица Лассаля в Кадникове и Лассальевская улица в посёлке Хиславичи.

### В Германии
Фердинанд Лассаль изображён на почтовой марке ФРГ 1964 года.